# Pristimantis inusitatus
O Pristimantis inusitatus é uma espécie de anuro da família Craugastoridae. É endêmica do Equador, sendo encontradas em vegetações baixas de florestas nubladas numa altitude entre 1 300 a 2 160. A espécie não ocorre em áreas onde não há florestas primárias. É considerada vulnerável por sua área de distribuição ser muito fragmentada, e suas maiores ameaças são a agricultura, o desmatamento e a expansão urbana. Como todos os indivíduos do género Pristimantis, possuem desenvolvimento larval directo.